# Phygadeuon elegans
Phygadeuon elegans är en stekelart som först beskrevs av Forster 1850.  Phygadeuon elegans ingår i släktet Phygadeuon och familjen brokparasitsteklar. Arten är reproducerande i Sverige. Inga underarter finns listade i Catalogue of Life.